# نشان تمثال امیرالمؤمنین

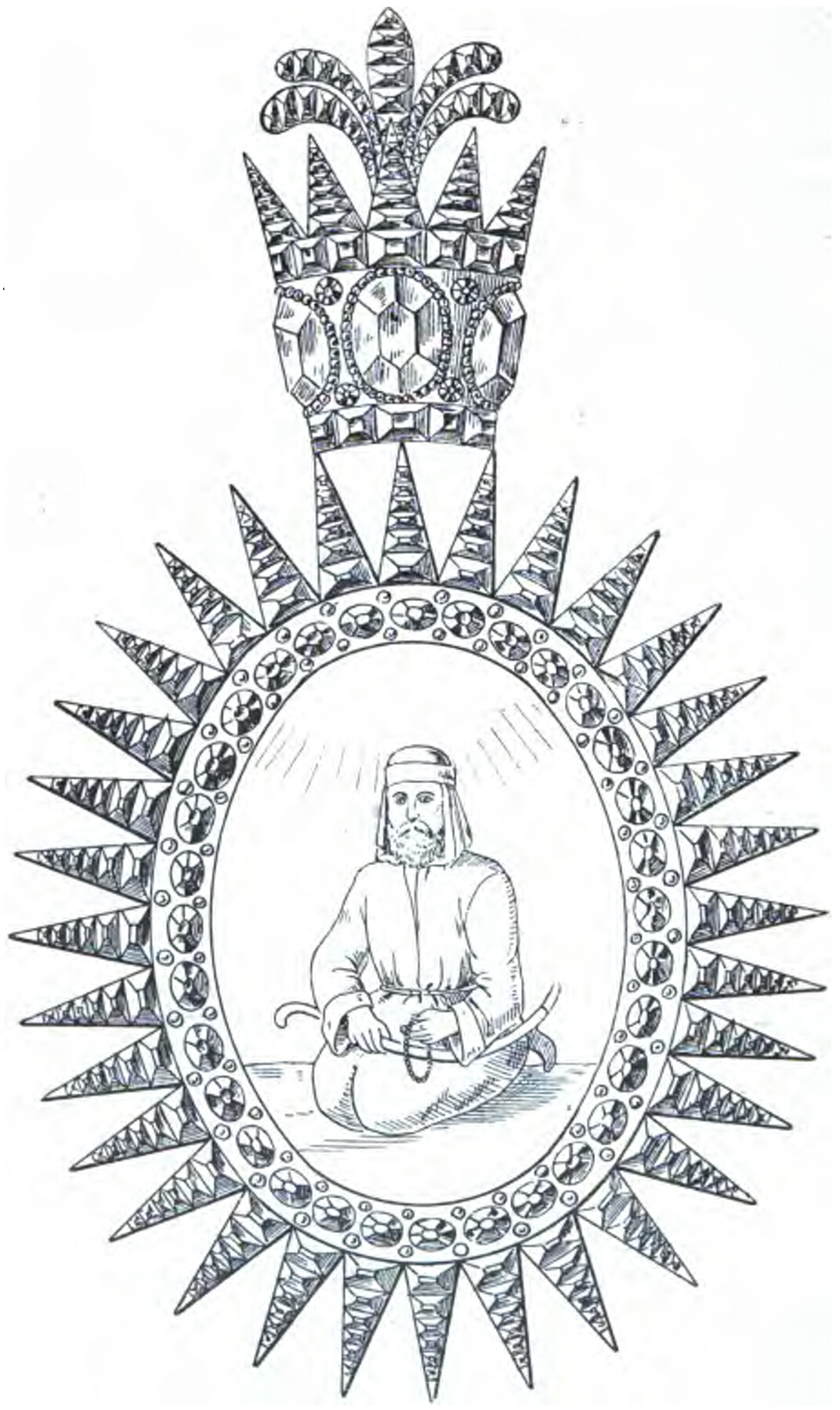
طرح نشان تمثال امیرالمؤمنین

نشان تمثال امیرالمؤمنین از جمله نشان‌های سلطنتی دوره قاجار است. این نشان ویژه پادشاهان قاجار و شاهزاده‌ها بوده‌است. 
این نشان غالباً از یقه آویخته شده یا روی سینه نصب می‌شده‌است. نشان به صورت صفحه بیضی در مرکز با تصویر علی ابن ابیطالب، امام اول شیعیان، در حالت نشسته و شمشیر به دست است که دور آن را پرتوهای برلیان‌نشان فرا گرفته و در بالای نشان هم تاج قاجار مزین به برلیان قرار دارد. تاریخ دقیق ایجاد این نشان مشخص نیست.
در دوره پهلوی این نشان با نشان ذوالفقار جایگزین شد.